# Star Trek: Oddíl 31
Star Trek: Oddíl 31 (v anglickém originále Star Trek: Section 31) je americký sci-fi televizní film z roku 2025 režiséra Olatunde Osunsanmiho, který jej natočil podle scénáře Craiga Sweenyho. Jedná se o čtrnáctý film ze světa Star Treku, avšak první televizní. Premiérově byl uveden 24. ledna 2025 na streamovací platformě Paramount+. Snímek je spin-offem seriálu Star Trek: Discovery. V hlavních rolích se představili Michelle Yeoh, Omari Hardwick, Sam Richardson, Robert Kazinsky, Kacey Rohl, Sven Ruygrok, James Hiroyuki Liao, Humberly González a Joe Pingue. Film se zaměřuje na Philippu Georgiou, jež pracuje pro Oddíl 31 (tajnou divizi Hvězdné flotily, která má chránit Spojenou federaci planet) a musí čelit hříchům své minulosti.
Příprava spin-offového seriálu o Philippě Georgiou byla potvrzena v lednu 2019. Kvůli pandemii covidu-19 a upřednostnění seriálu Star Trek: Podivné nové světy však bylo jeho natáčení zrušeno a projekt byl následně přepracován na televizní film. Jeho natáčení probíhalo od ledna do března 2024.